# شو! میوزیک کور
شو! میوزیک کور (کره‌ای: 쇼! 음악중심; هانجا: 쇼! 音樂中心 همچنین به سادگی به عنوان میوزیک کور شناخته می‌شود) یک برنامه تلویزیونی موسیقی کره جنوبی است که توسط ام‌بی‌سی پخش می‌شود. هر شنبه به صورت زنده پخش می‌شود. در این نمایش جدیدترین و محبوب‌ترین هنرمندان حضور دارند که روی صحنه به صورت زنده اجرا می‌کنند. این برنامه از مرکز رؤیای ام‌بی‌سی در گویانگ، گیونگی پخش می‌شود.